# MHSK Tashkent
El MHSK Tashkent (en uzbeko: Markaziy Harbiy Sport Klubi o Марказий Ҳарбий спорт клуби) fue un equipo de fútbol de Uzbekistán que alguna vez jugó en la Liga de Fútbol de Uzbekistán, la primera división de fútbol en el país.

## Historia
Fue fundado en el año 1945 en la capital Tashkent y es integró al sistema de ligas soviético en 1946 como parte del equipo que representaba a las Fuerzas Armadas Soviéticas, eso hasta 1988. De 1955 a 1988 el club se llamaba SKA Tashkent y de 1989 a 1991 SKA-RShVSM Tashkent.
Tras la caída de la Unión Soviética, el club se convirtió en un equipo filial del FC Pakhtakor Tashkent y pasó a llamarse Pakhtakor-79 Tashkent hasta que en 1993 pasó a ser el equipo más reciente.
El equipo jugó 7 temporadas en la Liga de Fútbol de Uzbekistán de 1992 a 1998, ganando el título de liga en 1997, pero descendió al año siguiente a la Primera Liga de Uzbekistán.
Luego de dos temporadas en la segunda categoría, antes de iniciar la temporada 2001, el club desaparece.

## Palmarés
- Liga de Fútbol de Uzbekistán: 1

1997

## Entrenadores
| Nombre            | País       | Periodo |
| ----------------- | ---------- | ------- |
| Bahrom Khakimov   | Uzbekistán | 1994–   |
| Rustam Mirsodiqov | Uzbekistán | 1997    |